# چنارسوخته (بردسیر)
چنارسوخته روستایی در دهستان قلعه عسگر بخش لاله زار شهرستان بردسیر استان کرمان ایران است.

## جمعیت
بر پایه سرشماری عمومی نفوس و مسکن در سال ۱۳۹۵ جمعیت این روستا ۳۷ نفر (۱۳خانوار) بوده‌است.